# Orla Hyllested
Orla Schartau Hyllested (4. august 1912 i Aarhus – 11. juni 2000) var borgmester i Aarhus, (Socialdemokraterne).
Født i Aarhus og havde i flere år sin bopæl på Stockholmsgade i Aarhus N.
Valgt til byrådet for perioden 1958 – 1981.
Borgmester i Aarhus i perioden 1971 til 1981.
Opstillet til det efterfølgende byrådsvalg som løsgænger mod sin vilje.